# Landkreis Sankt Goar
Der Landkreis Sankt Goar war ein Landkreis in Rheinland-Pfalz. Eingerichtet wurde er im Jahr 1816 als Kreis Sankt Goar, nachdem das Rheinland preußisch geworden war. Administrativ war er dem Regierungsbezirk Koblenz in der Provinz Großherzogtum Niederrhein (ab 1822 Rheinprovinz) zugehörig und wurde in die Bürgermeistereien Bacharach, Boppard, Brodenbach, Halsenbach, Niederheimbach, Obergondershausen, Oberwesel, Pfalzfeld, Sankt Goar und Wiebelsheim unterteilt. Insgesamt gab es im Kreis zunächst 74 und zuletzt bei seiner Auflösung noch 70 Gemeinden.
Sitz des Landkreises war die kleine Stadt Sankt Goar, obwohl Boppard, Oberwesel und Bacharach deutlich einwohnerreicher waren.

## Geographie
Der Landkreis grenzte Anfang 1969 im Uhrzeigersinn im Norden beginnend an den Landkreis Koblenz und den Loreleykreis (beide in Rheinland-Pfalz), an den Rheingaukreis (in Hessen) sowie an die Landkreise Kreuznach, Simmern, Cochem und Mayen (alle wiederum in Rheinland-Pfalz).

## Geschichte
1945 kam der Landkreis zur französischen Besatzungszone und 1946 zum Land Rheinland-Pfalz. In den 1960er Jahren betrug die Einwohnerzahl etwas über 50.000, davon waren ca. 82 % katholisch und 18 % evangelisch.
Am 7. Juni 1969 wurde der Landkreis Sankt Goar im Rahmen des „Dritten Landesgesetzes über die Verwaltungsvereinfachung im Lande Rheinland-Pfalz“ (siehe Gebietsreformen in Rheinland-Pfalz) vom 12. November 1968 aufgelöst:
- Die Gemeinden Alken, Brey, Brodenbach, Burgen, Macken, Niederfell, Niederspay, Nörtershausen, Oberfell und Oberspay kamen zum Landkreis Koblenz.
- Die Stadt Bacharach sowie die Ortsgemeinden Breitscheid, Manubach, Niederheimbach, Oberdiebach, Oberheimbach und Trechtingshausen kamen zum neuen Landkreis Mainz-Bingen.
- Alle übrigen Städte und Gemeinden wurden dem neu gebildeten Rhein-Hunsrück-Kreis zugeordnet.[1]:163 und 164

### Einwohnerentwicklung
| Datum | Einwohner |
| ----- | --------- |
| 1816  | 25.863    |
| 1838  | 33.391    |
| 1871  | 37.274    |
| 1890  | 39.055    |
| 1900  | 39.424    |
| 1910  | 41.173    |
| 1925  | 42.828    |
| 1933  | 44.943    |
| 1939  | 43.825    |
| 1950  | 49.689    |
| 1960  | 50.100    |
| 1968  | 53.476    |

## Landräte
- 1816–182700Andreas Wirz
- 1827–182800Franz August Pietzsch (kommissarisch)
- 1828–182900Johann Joseph Hoerter (auftragsweise)
- 1829–184800Hans Karl Heuberger
- 1848–189000Karl Movius
- 1890–189100Werner von Weiher (kommissarisch)
- 1891–000000Wilhelm Rixrath (auftragsweise)
- 1891–189400Adam Wieland
- 1894–189800Max Wallraf
- 1898–192000Hermann von Kruse
- 1920–000000Karl Statz (kommissarisch)
- 1920–192300Rudolf Bödiker
- 1924–194500Karl Statz[6]
- 1945–000000Hermann Hensmann
- 1945–000000Heinrich Hilger
- 1945–194700Wilhelm Hartung
- 1947–195500Heinrich Roth
- 1955–196900August Weiler

## Städte und Gemeinden
Der Landkreis umfasste zum Zeitpunkt seiner Auflösung vier Städte und 66 Ortsgemeinden:
- Alken (heute im Landkreis Mayen-Koblenz)
- Bacharach, Stadt (heute im Landkreis Mainz-Bingen)
- Badenhard
- Beulich
- Bickenbach
- Biebernheim (heute zu Sankt Goar)
- Birkheim
- Boppard, Stadt
- Braunshorn
- Breitscheid (heute im Landkreis Mainz-Bingen)
- Brey (heute im Landkreis Mayen-Koblenz)
- Brodenbach (heute im Landkreis Mayen-Koblenz)
- Buchholz (heute zu Boppard)
- Burgen (heute im Landkreis Mayen-Koblenz)
- Damscheid
- Dellhofen (heute zu Oberwesel)
- Dörth
- Dommershausen
- Dudenroth (heute zu Braunshorn)
- Emmelshausen
- Eveshausen (heute zu Dommershausen)
- Gondershausen
- Halsenbach
- Hausbay
- Herschwiesen (heute zu Boppard)
- Hirzenach (heute zu Boppard)
- Holzfeld (heute zu Boppard)
- Hungenroth
- Karbach
- Kratzenburg
- Lamscheid (heute zu Leiningen)
- Langscheid (heute zu Oberwesel)
- Laudert
- Leiningen
- Lingerhahn
- Macken
- Maisborn
- Manubach (heute im Landkreis Mainz-Bingen)
- Mermuth
- Morshausen
- Mühlpfad
- Ney
- Niederburg
- Niederfell (heute im Landkreis Mayen-Koblenz)
- Niederheimbach (heute im Landkreis Mainz-Bingen)
- Niederspay (heute zu Spay)
- Niedert
- Nörtershausen (heute im Landkreis Mayen-Koblenz)
- Norath
- Oberdiebach (heute im Landkreis Mainz-Bingen)
- Oberfell (heute im Landkreis Mayen-Koblenz)
- Oberheimbach (heute im Landkreis Mainz-Bingen)
- Oberspay (heute zu Spay)
- Oberwesel, Stadt
- Oppenhausen (heute zu Boppard)
- Perscheid
- Pfalzfeld
- Rheinbay (heute zu Boppard)
- Bad Salzig (heute zu Boppard)
- Sankt Goar, Stadt
- Schwall
- Steeg (heute zu Bacharach)
- Thörlingen
- Trechtingshausen (heute im Landkreis Mainz-Bingen)
- Udenhausen (heute zu Boppard)
- Urbar
- Utzenhain
- Weiler (heute zu Boppard)
- Werlau (heute zu Sankt Goar)
- Wiebelsheim

Während des Bestehens des Landkreises verloren mehrere Gemeinden ihre Eigenständigkeit:
- Basselscheid und Liesenfeld wurden am 1. Juli 1935 nach Emmelshausen eingemeindet.
- Niedergondershausen und Obergondershausen wurden am 1. April 1969 zur Gemeinde Gondershausen zusammengeschlossen.
- Niederhirzenach und Oberhirzenach wurden 1924 zur Gemeinde Hirzenach zusammengeschlossen.
- Pfälzisch Laudert und Trierisch Laudert wurden am 1. August 1934 zur Gemeinde Laudert zusammengeschlossen.

## Kfz-Kennzeichen
Nach Ende des Zweiten Weltkriegs war von 1945 bis 1948 RL (für Rheinland) und von 1949 bis 1956 FR (für Französisches Rheinland) das amtl. Kfz-Kennzeichen. Für den Kreis St. Goar galt die Kennziffer 50.
Am 1. Juli 1956 wurde dem Landkreis bei der Einführung der bis heute gültigen Kfz-Kennzeichen das Unterscheidungszeichen GOA zugewiesen.  Es wurde bis zum 6. Juni 1969 ausgegeben. Durch die Kennzeichenliberalisierung ist es seit dem 15. November 2012 im Rhein-Hunsrück-Kreis erhältlich.